# Nathalie Björn
Nathalie Björn, née le 4 mai 1997, est une footballeuse internationale suédoise. Elle évolue au poste de milieu de terrain à Chelsea.

## Biographie

### En club
Le 10 juillet 2021, elle rejoint Everton FC.
Le 10 janvier 2024, elle rejoint Chelsea.

## Palmarès

### En club
Avec le FC Rosengård
- Vainqueur de la Coupe de Suède en 2018

Avec le Chelsea
- Championnat d'Angleterre en en 2024 et 2025
- Vainqueuse de la Coupe d'Angleterre en 2025

### En sélection
- Vainqueur du championnat d'Europe des moins de 19 ans 2015 avec l'équipe de Suède
- Finaliste du championnat d'Europe des moins de 17 ans 2013 avec l'équipe de Suède
- Troisième de la Coupe du monde féminine de football 2019